# هنري بروستر ستانتون
هنري بروستر ستانتون (بالإنجليزية: Henry Brewster Stanton)‏ هو سياسي أمريكي، ولد في 27 يونيو 1805 في الولايات المتحدة، وتوفي في 14 يناير 1887 في نيويورك في الولايات المتحدة. حزبياً، نشط في الحزب الجمهوري. وقد انتخب عضو مجلس ولاية نيويورك.

## روابط خارجية
- هنري بروستر ستانتون على موقع الموسوعة البريطانية (الإنجليزية)